# Uthai Thani (stad)
Uthai Thani (Thais: อุทัยธานี) is een Thaise stad in de regio Noord-Thailand. Uthai Thani is hoofdstad van de provincie Uthai Thani en het district Uthai Thani. De stad telde in 2000 bij de volkstelling 17.690 inwoners.